# أركانة (فلم)
أركانة هو فيلم دراما مغربي صدر سنة 2007، من إخراج حسن غنجة الذي شارك في كتابة السيناريو إلى جانب فاطمة شبشوب، وبطولة كل من حميدو بنمسعود، وثريا جبران، ويونس ميكري، ومحمد مروازي، وأسماء الحضرمي، وعبد الرحيم المنياري. تدور أحداث الفيلم حول تامغارت التي وبعد وفاة زوجها على يد المستعمرين، تقاوم مناورات حمو رئيس البلدية، الذي يتفاوض بتكتم ودون علم القرويين على اقتلاع شجرة الأركان وهي الشجرة المقدسة في القرية من أجل مد طريق إلى مزرعته.

## القصة
خلال فترة الحماية الفرنسية على المغرب، برزت تمغارت كامرأة قوية شامخة، تُجسِّد الشجاعة في أبهى صورها. شهدت بعينيها استشهاد زوجها أمغار على يد الجنود الفرنسيين أثناء مقاومته الشرسة للاحتلال، ورغم ألم الفقد، لم تُسلم الراية، بل واصلت مسيرة المقاومة بإخلاص نادر، حتى تحررت منطقتها من قبضة المستعمر. غير أن تلك السنوات العصيبة تركت ندوبًا غائرة في روحها، وآثارًا لا يُمحى من وجهها.
في زمن الحاضر، يعود الشاب رشيد إلى قريته بعد غياب دام عشر سنوات قضاها في الدراسة ببلجيكا. لكنه ما إن وطئت قدماه الأرض التي نشأ عليها، حتى صُدم بما آلت إليه أحوال القرية. فقد باتت ترزح تحت قبضة رجل مستبد يُدعى حمو، رئيس بلدية متسلّط، يُحكم قبضته بالحديد والنار، ولا يجرؤ أحد على معارضته. وحده سعيد، ابن تمغارت، كان يحاول بين الحين والآخر إشعال شرارة المقاومة، لكن محاولاته المتفرقة لم تنجح في زعزعة عرش الطاغية، الذي ظلّ ينهب ثروات الغابة ويبيع للفلاحين المعونات التي ترسلها الدولة مجانًا، بل وتمادى أكثر حين عقد صفقة سرّية لمدّ طريق نحو مزرعته، ولم يكن أمامه سوى اقتلاع شجرة أركانة المقدسة لتمهيد المسار.
رشيد، إلى جانب تمغارت والطبيبة نجاة، حاولوا الوقوف في وجه طغيان حمو، لكن الأخير لم يُعرهم اهتمامًا. بل إن نجاة نفسها كانت ضحية من ضحاياه، فبعد أن قدّمت له خدمات كثيرة، تنكّر لها وطالبها بإثبات حقّها، غير أن رجاله كانوا قد تسللوا إلى منزلها وسرقوا جميع الإيصالات التي توثق ديونه لها.
ظل الوضع على حاله، والقرية تحت وطأة الخوف والذل. حاول رشيد أن يُلهب حماس الناس للثورة، لكن جهوده ذهبت أدراج الرياح. حتى معمل الأركان الذي أسسه، هجَرته العاملات وعدن لحضن حمو طمعًا في ما يمنحه من معونات غذائية. بدأ اليأس يزحف إلى قلب رشيد، لا سيما بعد مغادرة صديقته البلجيكية التي جاءت تحثه على العودة معها، لكنه اختار البقاء، رغم انكساره. حتى سعيد، وقد ضاق ذرعًا بكل شيء، قرر مغادرة القرية، تاركًا والدته تمغارت تواجه مصيرها وحيدة.
وذات صباح قاتم، انطلقت آليات الحفر نحو أركانة. تصدى رشيد لها بجسده، لكن الجرافة لم تتوقف، دهسته وبترت ساقه، في مشهد صادم أيقظ الغضب القديم في قلب تمغارت. أحسّت بدنوّ أجلها، فقررت أن تمنح روحها آخر معنى. أخرجت بندقية كانت قد خبّأتها لسنوات، بعد أن استولت عليها من جندي فرنسي، وتوجّهت بها نحو منزل حمو، الذي كان يحتفل بانتصاره. دون تردد، أطلقت عليه النار فسقط صريعًا، ثم عادت إلى بيتها حيث أسلمت الروح بسلام، وسط أهل القرية الذين لطالما نذرت حياتها من أجلهم.
كانت تلك الطلقة الأخيرة خاتمة ملحمية لقصة امرأة قاومت حتى الرمق الأخير، وصارت شجرة أركانة رمزًا لصمودها، شامخة لا تُقتلع، كما لم تُقتلع الكرامة من قلبها يومًا.

## طاقم التمثيل
- حميدو بنمسعود بدور حمو
- ثريا جبران بدور تمغارت
- يونس ميكري بدور سعيد
- محمد مروازي بدور رشيد
- أسماء الحضرمي بدور نجاة
- عبد الرحيم المنياري بدور الحسين
- عمر شنبوط بدور بريك
- فاطمة تحيحيت بدور زنو
- مجدولين غنجة بدور عائشة
- رشيدة محزوم بدور خدوج
- بنعيسى الجيراري بدور ناصر
- حسن فولان بدور علي
- عبد القادر لطفي بدور المقدم
- حنان الإبراهيمي بدور تمغارت (شابة)

## جوائز وتشريفات
فاز الفيلم بجائزة الجمهور في مهرجان السينما المغربية في هولندا.

## وصلات خارجية
- مقالات تستعمل روابط فنية بلا صلة مع ويكي بيانات